# Peyrillac-et-Millac
Peyrillac-et-Millac korábbi község Franciaországban, Dordogne megyében. Lakosainak száma 211 fő (2018. január 1.). Peyrillac-et-Millac Pechs-de-l’Espérance községgel határos.
2022. január 1-jén Cazoulès és Orliaguet korábbi községgel egyesült és az így létrejött Pechs-de-l’Espérance új község része lett.

## Népesség
A település népességének változása:
| Lakosok száma | 258  | 240  | 253  | 213  | 202  | 219  | 223  | 224  | 223  | 211  |
|               | 1968 | 1975 | 1982 | 1999 | 2006 | 2011 | 2013 | 2016 | 2017 | 2018 |